# Вікіновини
Вікіновини (англ. Wikinews) — відкрите новинне інтернет-видання, яке створюють неоплачувані дописувачі. Технологія й принципи написання новинних статей у Вікіновинах такі ж, як в інших виданнях фонду «Вікімедіа», — некомерційної організації, що підтримує Вікіновини.

## Історія
У листопаді 2004 року була запущена пробна версія. У грудні того ж року закінчилося бета-тестування. У цей же час був запущений  німецький розділ Вікіновин. Із січня по березень 2005 року були запущені  французький,  іспанський,  шведський,  болгарський,  польський,  португальський,  російський і румунський розділи. Перша стаття української версії Вікіновин з'явилася 19 березня 2005.

## Хронологія
- 24 серпня 2014 року 1638 статей, зареєстровано 2974 користувачів.
- 25 вересня 2014 року 1639 статей, зареєстровано 3014 користувачів.